# Maria Manaseina
Maria Mikhàilovna Manàsseina, también conocida como Marie de Manacéïne (Korkunova, 1841-San Petersburgo, 17 de marzo de 1903) fue una de las primeras mujeres del Imperio Ruso en licenciarse en medicina. Publicó numerosos artículos en francés, ruso y alemán con diferentes nombres: Marie de Manacéïne, Maria Manàsseina o Marie von Manassein. Sin embargo, no era raro que se refiriera a ella como un médico varón.
Recibió una certificación especial que la autorizaba como doctora  y, posteriormente, obtuvo la certificación oficial de grado en Medicina. Actualmente se la considera una neurocientífica experta en el campo de la química fisiológica y pionera en la somnología (el estudio del sueño o las ciencias del sueño) y la bioquímica.

## Vida personal
Cuando aún era estudiante, Manàsseina se casó con Poniatovsky, otro estudiante cuyo nombre se desconoce. Participaron junto a los círculos revolucionarios Narodniki , que eran grupos de revolucionarios rusos que aparecieron durante 1860-1870 para oponerse y protestar activamente contra el zar, la figura del emperador ruso, que no fue derrocado hasta la Revolución Rusa en 1917. El movimiento Narodniki fue una especie de socialismo construido sobre entidades económicamente autónomas; varios pueblos se unieron para crear una especie de federación que sustituyera al estado.
Esta actividad revolucionaria puede resultar sorprendente, sobre todo si nos fijamos en su edad adulta, época en la que se la consideraba muy conservadora. Se sabe que proporcionó al Ministerio de Educación investigaciones e información sobre cómo controlar y reprimir las protestas estudiantiles y la actividad revolucionaria. Además, expresó públicamente su lealtad al gobierno zarista, por el que recibió generosas cantidades de dinero.
Teniendo en cuenta estas contradicciones en su biografía, se puede creer que Manàsseina apostó por una ideología más conservadora a lo largo de los años. Sin embargo, no es descabellado pensar, teniendo en cuenta las dificultades de las mujeres para establecerse en el mundo científico y académico, que Manàsseina se conformó públicamente con las ideologías del gobierno para recibir apoyo económico y continuar su carrera.
Poniatovsky, su primer marido, fue arrestado y murió durante el exilio político. Años más tarde, en 1856, se casó con Vyacheslav Avksentievich Manassein, un hombre de renombre en el campo de la Medicina en Rusia.

## Contribuciones a la ciencia

### Neurociencia
La contribución más destacada de Manàsseina en el campo de la Neurociencia fue su investigación sobre la privación del sueño. Fue una de las primeras científicas en afirmar que, mientras dormimos, el cerebro está activo.
Para realizar esta investigación, trabajó junto con el profesor Ivan Romanovich Tarkhanov, quien también estaba interesado en los trastornos del sueño. Pusieron a 10 cachorros (de 2 a 4 meses de edad) en un estado de insomnio permanente manteniéndolos constantemente activos. Estos cachorros habían sido previamente alimentados y perfectamente cuidados. La falta de sueño fue fatal después de 4-5 días, lo que provocó la muerte de todos los cachorros. Como medida de control, privaron de comida a otros cachorros. A pesar de que habían estado muriendo de hambre durante 20-25 días, podrían ser rescatados y devueltos a una condición saludable. Estos resultados mostraron claramente la importancia de dormir para mantener la vida y que la falta de sueño conduce a una muerte más rápida que la falta de nutrientes. Investigaciones posteriores mostraron que los efectos de la privación del sueño en los cachorros incluían una disminución de la temperatura corporal de 4 a 6 grados, una reducción del número de glóbulos rojos, hemorragias cerebrales locales, deterioro de los ganglios cerebrales, etc.
Como consecuencia de esta investigación, Manàsseina concluyó que dormir es tan necesario como la nutrición para la regeneración de las células cerebrales. También enfatizó la idea de que, durante el sueño, hay una actividad particular en el cerebro. Esta afirmación desafió la creencia predominante en ese momento de que dormir era simplemente un estado pasivo del organismo. También enfatizó que solo las estructuras cerebrales involucradas en el mantenimiento de la conciencia están inactivas durante el sueño, por lo que dormir significa descansar la conciencia. Esta intuición es notable considerando que el electroencefalograma no existió durante ese tiempo.
Su trabajo tuvo un gran impacto en la comunidad científica y muchos científicos replicaron su modelo:
En 1896, los psicólogos estadounidenses George TVPatrick y Allen Gilbert llevaron a cabo el primer experimento de privación del sueño en humanos. Posteriormente, en 1988, los investigadores italianos Lamberto Daddi, Giulio Tarozzi y Cesare Agostinit ampliaron los hallazgos de Manàsseina al realizar un análisis histopatológico y anatómico detallado de los cerebros de los cachorros.

### Bioquímica
Aunque Manàsseina trabajó en San Petersburgo la mayor parte de su vida, pasó varios meses en el Instituto Politécnico de Viena trabajando junto a Jullius Wiesner. Allí, hizo un hallazgo digno de mención del proceso de fermentación, que fue una contribución importante al campo de la bioquímica. Contra la creencia imperante en ese momento, Manàsseina fue el primero en afirmar que el proceso de fermentación se debe a la acción de enzimas que pueden aislarse de las células de levadura. Por lo tanto, concluyó que la fermentación de la levadura es un proceso independiente de las células. 
Unos años más tarde, Eduard Buchner replicó esta investigación y sus hallazgos posteriores para publicarlos. Aunque conocía la obra de Manàsseina, no la citó ni le dio crédito. A pesar de su esfuerzo por obtener el reconocimiento por esta contribución científica, fue Buchner quien recibió el Premio Nobel en 1907. Se olvidó el nombre de Manàsseina. 

## Publicaciones
Maria Manàsseina es autora del primer libro escrito sobre problemas médicos relacionados con el sueño. Este trabajo aborda los sueños como “evidencia de una vida psíquica permanente generada por el cerebro durante el sueño”. Fue traducido a diferentes idiomas. Sin embargo, su publicación más destacada es Le Sommeil, tiers de notre vie (Dormir, un tercio de la vida humana), que fue publicada en 1892 y también traducida a varios idiomas.